# Albany (condado de Green, Wisconsin)
Albany es un pueblo ubicado en el condado de Green en el estado estadounidense de Wisconsin. En el Censo de 2010 tenía una población de 1.106 habitantes y una densidad poblacional de 12,44 personas por km².

## Geografía
Albany se encuentra ubicado en las coordenadas 42°43′39″N 89°25′15″O / 42.72750, -89.42083. Según la Oficina del Censo de los Estados Unidos, Albany tiene una superficie total de 88.93 km², de la cual 88.67 km² corresponden a tierra firme y (0.3%) 0.26 km² es agua.

## Demografía
Según el censo de 2010, había 1.106 personas residiendo en Albany. La densidad de población era de 12,44 hab./km². De los 1.106 habitantes, Albany estaba compuesto por el 95.93% blancos, el 0.18% eran afroamericanos, el 0.18% eran amerindios, el 0.45% eran asiáticos, el 0.09% eran isleños del Pacífico, el 1.72% eran de otras razas y el 1.45% pertenecían a dos o más razas. Del total de la población el 2.62% eran hispanos o latinos de cualquier raza.